# Politique en opéra
Le politique en opéra concerne les œuvres d'opéra dont le thème principal est lié à la politique,, ou qui servent les intérêts politiques de ceux le finançant.

## Histoire

### Prémices

#### Thème du politique
Plusieurs opéras baroques traitent d'évènements historiques et mettent en scène des figures politiques mais non contemporaines. Lully, compositeur de Louis XIV, va s'échiner à donner du Roi Soleil l’image exacte qu’il veut que l’on ait de lui.
Mozart est l'un des premiers compositeurs à traiter vraiment de politique, avec par exemple Les Noces de Figaro, où le fait de mettre au même niveau le maître et le domestique est pour l'époque une nouveauté, notamment dans le chant des personnages, à même intensité.
En 1805, dans Fidelio, Beethoven exalte l'humanisme révolutionnaire qui répond à la Révolution française. De son côté, l'empereur Napoléon s'intéressa énormément à l'opéra, qu'il utilisa comme outil de propagande pour ses propres desseins. En 1813, tandis que Venise est sous l'occupation autrichienne, Rossini crée L’Italienne à Alger, dont les paroles de l’air du personnage d’Isabella dénoncent cette situation.

#### Influence sur la politique
La Suisse a été une sorte d'inspiration pour plusieurs compositeurs mettant dans leur opéra de la politique. En 1829, Guillaume Tell de Rossini met en scène des cantons suisses qui se soulèvent face à l'oppression de la tyrannie. 
En 1830, La Muette de Portici, de Daniel-François-Esprit Auber, qui traite d'une révolte à Naples, servit de déclencheur à la révolution belge ; Alexandre Dratwicki, directeur artistique du Centre de musique romantique, explique : « C'est symptomatique d'une époque où l'opéra français, en raison de son rayonnement international servait de vecteur politique. Il n'était pas rare que les directeurs d'opéra, pour des raisons commerciales, commandent dans l'urgence ou ressortent des cartons des œuvres surfant sur l'actualité chaude ».
En 1842, Verdi, dans son Nabucco, met en scène les Hébreux luttant contre le tyran Nabuchodonosor, où insidieusement, il répond aux partisans de l'unité italienne.
Dès le début de sa carrière de compositeur, Wagner cherche à donner un sens double à son œuvre musicale, en l'occurrence l'unité de l'Allemagne comme une seule nation et patrie pour des millions d'Allemands.
Tout au long du Second Empire, Napoléon III n'aura de cesse de pratique une politique du faste, dont l'intérêt pour l'opéra débouchera sur la construction du palais Garnier, voulu comme l'image vivante de la réussite économique du pays aussi prospère que puissant. Il est à noter que durant cette période, les représentations de ballet n'incarnent pas un enjeux majeur pour le pouvoir.
L'opéra politique disparaît peu à peu dans les années 1870, époque où les régimes politiques changent rapidement et où plusieurs œuvres sont interdites à cause de leurs connotations trop fortes.

### Depuis leXXesiècle
En 1900, Puccini écrit Tosca, qui met en scène l'éphémère République romaine instaurée par les troupes françaises en 1798.
Sous le nazisme, l'opéra, tout comme les autres formes d'arts, est mis à contribution pour les besoins idéologiques et de propagande du régime. 
En URSS, chaque année, des jurys étaient chargés de décerner les prix Staline pour récompenser les différends arts conformes aux directives du Parti communiste instituer par le Politburo. En 1930, le compositeur Dmitri Chostakovitch crée Le Nez, où il fait la critique de la bourgeoisie. En 1950, un incident eu lieu lorsqu'un prix accordé au compositeur Herman Joukovskifut, pour son De tout cœur, fut annulé quelques semaines plus tard, sur ordre direct de Staline. Dans l'après-guerre, un genre nouveau voit le jour dans l'opéra soviétique avec le mono-opéra, qui s’emploie à figurer la vie intérieure de ses personnages comme nouveau réalisme vivant du socialisme triomphant.
En Italie, pendant la période fasciste, l'opéra va peu à peu servir les ambitions idéologique de Mussolini, en glorifiant le fascisme qui s'immisce alors dans les thèmes des œuvres lyriques. Ainsi, c'est tout le répertoire de Puccini qui est récupéré, comme en avril 1926, lorsque Turandot est réadapté. Dix ans plus tard, Casella réalise un opéra intitulé Il deserto tentato, qui raconte la conquête de l’Éthiopie. Les compositions de Verdi seront aussi exploitées à des fins politiques. En 1949, Luigi Dallapiccola compose Il Prigioniero, qui relate la dernière nuit d'un condamné à mort, et se veut un manifeste pour la liberté et profession de foi antifasciste. 
Dans la Chine communiste de Mao, l'opéra va devenir un outil de propagande très puissant lors de la Révolution culturelle, avec notamment les fameux huit opéras modèles.
En 1979, Philip Glass compose Satyagraha, basé sur la vie de Gandhi.
En 1987, John Coolidge Adams monte Nixon in China (sur la rencontre entre le président américain Richard Nixon et le dirigeant chinois Mao Zedong en 1972) et en 1991 The Death of Klinghoffer (sur la prise d'otage des passagers du navire de croisière l'Achille Lauro en octobre 1985 qui a abouti à l'assassinat de Leon Klinghoffer, un retraité juif-américain, par des terroristes du Front de libération de la Palestine). Ces deux opéras assurent une certaine notoriété au compositeur, malgré les polémiques qui entourent la création et les reprises du second.

### Depuis leXXIesiècle
En 2011, le danseur et chorégraphe chinois Gang Peng réalise Artiste du peuple, qui est une critique de l'utilisation de l'opéra sous Mao.
En France, en 2013, Grégoire Hetzel monte La Chute de Fukuyama, un opéra dont le thème sont les attentats du 11 septembre 2001 ; il est joué pour la première fois le 29 mars par l'Orchestre philharmonique de Radio France et raconte le destin de Francis Fukuyama, un intellectuel américain qui avait prédit la « fin de l'histoire » après la chute de l'URSS et qui fut contredit par le drame du World Trade Center. Pour l'écrivain Camille de Toledo, coauteur de cet opéra, « l'opéra est le lieu de la mémoire et du récit collectif. Aujourd'hui, on en a fait le lieu de l'institution. Un art du G8. Il y a quelque chose de formidablement dramatique dans le fait de mettre en scène les politiques dans un espace représentatif du pouvoir ». Toutefois, en France, le thème de la politique est extrêmement rare en opéra et n'est jamais le fait de grandes maisons. Toledo y voit le fait que le système lyrique est « trop institutionnel ».
Le directeur de la musique de Radio France, Jean-Pierre Le Pavec, qui a commandé La Chute de Fukuyama, a choisi le thème « Musique et pouvoir » pour le festival de Radio France et Montpellier de 2013, où sont notamment présentés Mass de Leonard Bernstein (sur John Kennedy), Madame Sans-Gêne de Umberto Giordano (où apparaît l'empereur Napoléon Ier) et La Vivandière de Benjamin Godard (qui se déroule durant la guerre de Vendée).
En 2013, sort également Aliados, du compositeur franco-argentin Sebastian Rivas, qui narre la rencontre entre Margaret Thatcher et Augusto Pinochet en 1999.
En 2016, François Paris adapte en opéra le roman Maria Republica d'Agustín Gómez-Arcos, qui parle de la guerre civile espagnole.